# UB-5000F
UB-5000Fはソビエトの誘導爆弾

## 概要
UB-5000Fは1950年代に開発された初期の無線による誘導弾だった。ナチスドイツから接収したフリッツXが源流で、同時期に開発が進められたUB-2000Fの拡大版で共通点が多い。主要な問題点はUB-2000Fの開発段階で解決済だったので開発はより容易だった。より重く、高速で飛行するので構造体が強化された。
UB-5000Fの飛行試験は1954年にTu-4からマッハ0.9の速度で落下試験が開始された。費用を削減するために従来の航空機の生産で使用されるリベット留からジュラルミンの板から一体で作られた。1955年に視認誘導の18機と2機の実物大模型がTu-16で試射場へ送られ翌年の初頭に完了した。
1956年3月の試験では高度11㎞から時速800㎞の速度で放出する試験が実施され、落下時には音速を超え、マッハ1.1に到達した。制御チャンネルの開発中に回転を開始して安定が損なわれた。ロール制御は向上した。空力特性の変化で静的安定性が過大になり、それが標的への誘導を困難にした事が判明した。
ピッチチャンネルの制御性の向上のために横方向のV角度は24から31度に増えた。しかしながら、6月にの投下試験で安定性が不十分であることが判明した。小さい安定翼の追加後、飛行速度全体で安定性が向上したことが4回の投下試験で示された。
UB-5000Fの開発の初期の段階では手動指令照準線一致誘導方式とテレビジョン誘導の2方式が検討された。1954年の2回目の試験ではテレビジョン誘導式がTu-4に装備された。地上の標的の画像を爆弾から見ながら操作手はジョイスティックで制御指令をUB-5000Fへ送信して動翼を動かす。さらに照準の精度を高め、天候への依存を減らすためにテレビ装置の使用は標的の頭上を通過する必要性を廃する事で母機の生存性を高める。
1955年8月にテレビ装置を装備した5機のUB-5000Fが配備された。年末までに3機が試験で良好な結果を得たが、同様の装置を備える5トンのBWB-5誘導弾の開発が決定された。既に超音速機の時代が始まっており、そのような大型の爆弾を搭載することで鈍重になり、尚且つ、母機が高速で飛行するため着弾まで遠隔操作での誘導は実用的ではなくなりつつあった。
その後、ソビエトで空対地誘導弾の開発が再開するのは1971年の応用流体力学研究所でのMiG-27戦闘爆撃機へ搭載するレーザー誘導弾であるKAB-500とKAB-1500の開発まで待たなければならなかった。